# Aeroportul Wanaka
Aeroportul Wanaka (IATA: WKA, ICAO: NZWF) este un aeroport din Otago, Noua Zeelandă.
Situat la o altitudine de 348 m, aeroportul dispune de o singură pistă.